# National Security Study Memorandum 200

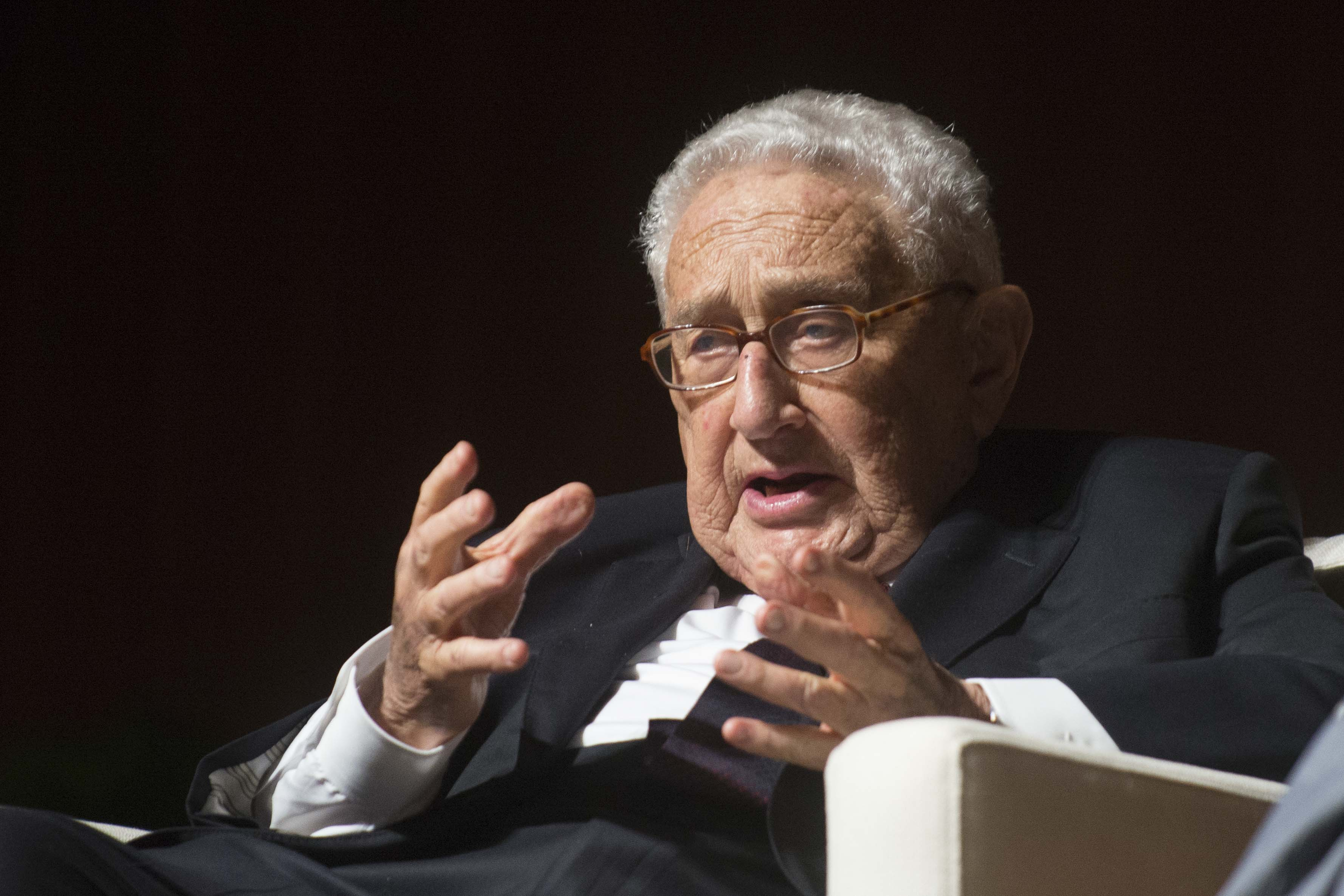
Henry Kissinger (2016)

O Memorando 200 de Estudo de Segurança Nacional (National Security Study Memorandum 200): Implicações do Crescimento da População Mundial para a Segurança dos EUA e Interesses Além-mar (NSSM 200) foi concluída em 10 de dezembro de 1974 pelo Conselho de Segurança Nacional do Estados Unidos, sob a direção de Henry Kissinger.
Foi adotado como política oficial dos EUA pelo presidente Gerald Ford em novembro de 1975. Foi originalmente classificado como sigiloso, mas foi posteriormente desclassificado e obtido pelos pesquisadores no início de 1990.
Também conhecido como "Relatório Kissinger", o memorando defende a tese básica de que o crescimento populacional nos países menos desenvolvidos é uma preocupação para a segurança nacional dos EUA, pois tenderia a riscos de distúrbios civis e instabilidade política em países que tinham um alto potencial de desenvolvimento econômico.
Treze países são citados no relatório como particularmente problemáticos em relação aos interesses de segurança dos EUA: Índia, Bangladesh, Paquistão, Indonésia, Tailândia, Filipinas, Turquia, Nigéria, Egito, Etiópia, México, Colômbia e Brasil. Estes países teriam uma projeção de 47% de todo o crescimento da população mundial.
O relatório defende a promoção da contracepção e outras medidas de controle populacional, como o aborto induzido. Também levanta a questão de saber se os EUA devem considerar a alocação preferencial de alimentos excedentes aos locais que são considerados construtivos na utilização de medidas de controle populacional.
Algumas das ideias-chave do relatório são controversas:
- "A economia dos EUA exigirá grandes e crescentes quantidades de minerais do exterior, especialmente de países menos desenvolvidos [ver Política da Comissão Nacional de Materiais, Rumo a uma Política Nacional de Materiais: Dados Básicos e questões, abril 1972] […] Onde for que uma diminuição das pressões da população através de taxas de natalidade reduzidas possam aumentar os prospectos para tal estabilidade, a política de população torna-se relevante para o suprimento de recursos e para os interesses econômicos dos Estados Unidos… […] A localização das reservas conhecidas de minérios de maior qualidade favorece a dependência crescente de todas as regiões industrializadas em relação a importações provenientes de países menos desenvolvidos. Os problemas reais de abastecimento de minerais reside, não em suficiência física básica, mas nas questões político-econômicas de acesso, condições de exploração e aproveitamento, e divisão dos benefícios entre os produtores, consumidores e governos do país que os hospeda".[2]
- “Seja através de ação do governo, conflitos trabalhistas, sabotagem, ou perturbação da ordem pública, o bom fluxo de materiais necessários serão postos em perigo. Embora a pressão da população não seja obviamente o único fator envolvido, estes tipos de frustrações são muito menos prováveis sob condições de crescimento lento ou nulo da população".[2]
- “Populações com uma alta proporção de crescimento. Os jovens, que estão em proporção bem maior elevadas em muitos países menos desenvolvidos, tendem a ser mais voláteis, instáveis, sujeitos a extremos, alienação e violência do que uma população mais velha”.[3]
- "Nenhum país reduziu o crescimento populacional sem recorrer ao aborto".[4]

O relatório aconselha: "Nestas relações sensíveis, no entanto, é importante, tanto no estilo como na substância, evitar a aparência de coerção".